# Danh sách tiểu hành tinh: 1001–1100
| Tên              | Tên đầu tiên | Ngày phát hiện       | Nơi phát hiện        | Người phát hiện          |
| ---------------- | ------------ | -------------------- | -------------------- | ------------------------ |
| 1001 Gaussia     | 1923 OA      | 8 tháng 8 năm 1923   | Crimea-Simeis        | S. Beljavskij            |
| 1002 Olbersia    | 1923 OB      | 15 tháng 8 năm 1923  | Crimea-Simeis        | V. Albitskij             |
| 1003 Lilofee     | 1923 OK      | 13 tháng 9 năm 1923  | Heidelberg           | K. Reinmuth              |
| 1004 Belopolskya | 1923 OS      | 5 tháng 9 năm 1923   | Crimea-Simeis        | S. Beljavskij            |
| 1005 Arago       | 1923 OT      | 5 tháng 9 năm 1923   | Crimea-Simeis        | S. Beljavskij            |
| 1006 Lagrangea   | 1923 OU      | 12 tháng 9 năm 1923  | Crimea-Simeis        | S. Beljavskij            |
| 1007 Pawlowia    | 1923 OX      | 5 tháng 10 năm 1923  | Crimea-Simeis        | V. Albitskij             |
| 1008 La Paz      | 1923 PD      | 31 tháng 10 năm 1923 | Heidelberg           | M. F. Wolf               |
| 1009 Sirene      | 1923 PE      | 31 tháng 10 năm 1923 | Heidelberg           | K. Reinmuth              |
| 1010 Marlene     | 1923 PF      | 12 tháng 11 năm 1923 | Heidelberg           | K. Reinmuth              |
| 1011 Laodamia    | 1924 PK      | 5 tháng 1 năm 1924   | Heidelberg           | K. Reinmuth              |
| 1012 Sarema      | 1924 PM      | 12 tháng 1 năm 1924  | Heidelberg           | K. Reinmuth              |
| 1013 Tombecka    | 1924 PQ      | 17 tháng 1 năm 1924  | Algiers              | B. Jekhovsky             |
| 1014 Semphyra    | 1924 PW      | 29 tháng 1 năm 1924  | Heidelberg           | K. Reinmuth              |
| 1015 Christa     | 1924 QF      | 31 tháng 1 năm 1924  | Heidelberg           | K. Reinmuth              |
| 1016 Anitra      | 1924 QG      | 31 tháng 1 năm 1924  | Heidelberg           | K. Reinmuth              |
| 1017 Jacqueline  | 1924 QL      | 4 tháng 2 năm 1924   | Algiers              | B. Jekhovsky             |
| 1018 Arnolda     | 1924 QM      | 3 tháng 3 năm 1924   | Heidelberg           | K. Reinmuth              |
| 1019 Strackea    | 1924 QN      | 3 tháng 3 năm 1924   | Heidelberg           | K. Reinmuth              |
| 1020 Arcadia     | 1924 QV      | 7 tháng 3 năm 1924   | Heidelberg           | K. Reinmuth              |
| 1021 Flammario   | 1924 RG      | 11 tháng 3 năm 1924  | Heidelberg           | M. F. Wolf               |
| 1022 Olympiada   | 1924 RT      | 23 tháng 6 năm 1924  | Crimea-Simeis        | V. Albitskij             |
| 1023 Thomana     | 1924 RU      | 25 tháng 6 năm 1924  | Heidelberg           | K. Reinmuth              |
| 1024 Hale        | 1923 YO13    | 2 tháng 12 năm 1923  | Williams Bay         | G. Van Biesbroeck        |
| 1025 Riema       | 1923 NX      | 12 tháng 8 năm 1923  | Heidelberg           | K. Reinmuth              |
| 1026 Ingrid      | 1923 NY      | 13 tháng 8 năm 1923  | Heidelberg           | K. Reinmuth              |
| 1027 Aesculapia  | 1923 YO11    | 11 tháng 11 năm 1923 | Williams Bay         | G. Van Biesbroeck        |
| 1028 Lydina      | 1923 PG      | 6 tháng 11 năm 1923  | Crimea-Simeis        | V. Albitskij             |
| 1029 La Plata    | 1924 RK      | 28 tháng 4 năm 1924  | La Plata Observatory | J. Hartmann              |
| 1030 Vitja       | 1924 RQ      | 25 tháng 5 năm 1924  | Crimea-Simeis        | V. Albitskij             |
| 1031 Arctica     | 1924 RR      | 6 tháng 6 năm 1924   | Crimea-Simeis        | S. Beljavskij            |
| 1032 Pafuri      | 1924 SA      | 30 tháng 5 năm 1924  | Johannesburg         | H. E. Wood               |
| 1033 Simona      | 1924 SM      | 4 tháng 9 năm 1924   | Williams Bay         | G. Van Biesbroeck        |
| 1034 Mozartia    | 1924 SS      | 7 tháng 9 năm 1924   | Crimea-Simeis        | V. Albitskij             |
| 1035 Amata       | 1924 SW      | 29 tháng 9 năm 1924  | Heidelberg           | K. Reinmuth              |
| 1036 Ganymed     | 1924 TD      | 23 tháng 10 năm 1924 | Hamburg-Bergedorf    | W. Baade                 |
| 1037 Davidweilla | 1924 TF      | 29 tháng 10 năm 1924 | Algiers              | B. Jekhovsky             |
| 1038 Tuckia      | 1924 TK      | 24 tháng 11 năm 1924 | Heidelberg           | M. F. Wolf               |
| 1039 Sonneberga  | 1924 TL      | 24 tháng 11 năm 1924 | Heidelberg           | M. F. Wolf               |
| 1040 Klumpkea    | 1925 BD      | 20 tháng 1 năm 1925  | Algiers              | B. Jekhovsky             |
| 1041 Asta        | 1925 FA      | 22 tháng 3 năm 1925  | Heidelberg           | K. Reinmuth              |
| 1042 Amazone     | 1925 HA      | 22 tháng 4 năm 1925  | Heidelberg           | K. Reinmuth              |
| 1043 Beate       | 1925 HB      | 22 tháng 4 năm 1925  | Heidelberg           | K. Reinmuth              |
| 1044 Teutonia    | 1924 RO      | 10 tháng 5 năm 1924  | Heidelberg           | K. Reinmuth              |
| 1045 Michela     | 1924 TR      | 19 tháng 11 năm 1924 | Williams Bay         | G. Van Biesbroeck        |
| 1046 Edwin       | 1924 UA      | 1 tháng 12 năm 1924  | Williams Bay         | G. Van Biesbroeck        |
| 1047 Geisha      | 1924 TE      | 17 tháng 11 năm 1924 | Heidelberg           | K. Reinmuth              |
| 1048 Feodosia    | 1924 TP      | 29 tháng 11 năm 1924 | Heidelberg           | K. Reinmuth              |
| 1049 Gotho       | 1925 RB      | 14 tháng 9 năm 1925  | Heidelberg           | K. Reinmuth              |
| 1050 Meta        | 1925 RC      | 14 tháng 9 năm 1925  | Heidelberg           | K. Reinmuth              |
| 1051 Merope      | 1925 SA      | 16 tháng 9 năm 1925  | Heidelberg           | K. Reinmuth              |
| 1052 Belgica     | 1925 VD      | 15 tháng 11 năm 1925 | Uccle                | E. Delporte              |
| 1053 Vigdis      | 1925 WA      | 16 tháng 11 năm 1925 | Heidelberg           | M. F. Wolf               |
| 1054 Forsytia    | 1925 WD      | 20 tháng 11 năm 1925 | Heidelberg           | K. Reinmuth              |
| 1055 Tynka       | 1925 WG      | 17 tháng 11 năm 1925 | Algiers              | E. Buchar                |
| 1056 Azalea      | 1924 QD      | 31 tháng 1 năm 1924  | Heidelberg           | K. Reinmuth              |
| 1057 Wanda       | 1925 QB      | 16 tháng 8 năm 1925  | Crimea-Simeis        | G. Shajn                 |
| 1058 Grubba      | 1925 MA      | 22 tháng 6 năm 1925  | Crimea-Simeis        | G. Shajn                 |
| 1059 Mussorgskia | 1925 OA      | 19 tháng 7 năm 1925  | Crimea-Simeis        | V. Albitskij             |
| 1060 Magnolia    | 1925 PA      | 13 tháng 8 năm 1925  | Heidelberg           | K. Reinmuth              |
| 1061 Paeonia     | 1925 TB      | 10 tháng 10 năm 1925 | Heidelberg           | K. Reinmuth              |
| 1062 Ljuba       | 1925 TD      | 11 tháng 10 năm 1925 | Crimea-Simeis        | S. Beljavskij            |
| 1063 Aquilegia   | 1925 XA      | 6 tháng 12 năm 1925  | Heidelberg           | K. Reinmuth              |
| 1064 Aethusa     | 1926 PA      | 2 tháng 8 năm 1926   | Heidelberg           | K. Reinmuth              |
| 1065 Amundsenia  | 1926 PD      | 4 tháng 8 năm 1926   | Crimea-Simeis        | S. Beljavskij            |
| 1066 Lobelia     | 1926 RA      | 1 tháng 9 năm 1926   | Heidelberg           | K. Reinmuth              |
| 1067 Lunaria     | 1926 RG      | 9 tháng 9 năm 1926   | Heidelberg           | K. Reinmuth              |
| 1068 Nofretete   | 1926 RK      | 13 tháng 9 năm 1926  | Uccle                | E. Delporte              |
| 1069 Planckia    | 1927 BC      | 28 tháng 1 năm 1927  | Heidelberg           | M. F. Wolf               |
| 1070 Tunica      | 1926 RB      | 1 tháng 9 năm 1926   | Heidelberg           | K. Reinmuth              |
| 1071 Brita       | 1924 RE      | 3 tháng 3 năm 1924   | Crimea-Simeis        | V. Albitskij             |
| 1072 Malva       | 1926 TA      | 4 tháng 10 năm 1926  | Heidelberg           | K. Reinmuth              |
| 1073 Gellivara   | 1923 OW      | 14 tháng 9 năm 1923  | Vienna               | J. Palisa                |
| 1074 Beljawskya  | 1925 BE      | 26 tháng 1 năm 1925  | Crimea-Simeis        | S. Beljavskij            |
| 1075 Helina      | 1926 SC      | 29 tháng 9 năm 1926  | Crimea-Simeis        | G. N. Neujmin            |
| 1076 Viola       | 1926 TE      | 5 tháng 10 năm 1926  | Heidelberg           | K. Reinmuth              |
| 1077 Campanula   | 1926 TK      | 6 tháng 10 năm 1926  | Heidelberg           | K. Reinmuth              |
| 1078 Mentha      | 1926 XB      | 7 tháng 12 năm 1926  | Heidelberg           | K. Reinmuth              |
| 1079 Mimosa      | 1927 AD      | 14 tháng 1 năm 1927  | Williams Bay         | G. Van Biesbroeck        |
| 1080 Orchis      | 1927 QB      | 30 tháng 8 năm 1927  | Heidelberg           | K. Reinmuth              |
| 1081 Reseda      | 1927 QF      | 31 tháng 8 năm 1927  | Heidelberg           | K. Reinmuth              |
| 1082 Pirola      | 1927 UC      | 28 tháng 10 năm 1927 | Heidelberg           | K. Reinmuth              |
| 1083 Salvia      | 1928 BC      | 26 tháng 1 năm 1928  | Heidelberg           | K. Reinmuth              |
| 1084 Tamariwa    | 1926 CC      | 12 tháng 2 năm 1926  | Crimea-Simeis        | S. Beljavskij            |
| 1085 Amaryllis   | 1927 QH      | 31 tháng 8 năm 1927  | Heidelberg           | K. Reinmuth              |
| 1086 Nata        | 1927 QL      | 25 tháng 8 năm 1927  | Crimea-Simeis        | S. Beljavskij, N. Ivanov |
| 1087 Arabis      | 1927 RD      | 2 tháng 9 năm 1927   | Heidelberg           | K. Reinmuth              |
| 1088 Mitaka      | 1927 WA      | 17 tháng 11 năm 1927 | Tokyo                | O. Oikawa                |
| 1089 Tama        | 1927 WB      | 17 tháng 11 năm 1927 | Tokyo                | O. Oikawa                |
| 1090 Sumida      | 1928 DG      | 20 tháng 2 năm 1928  | Tokyo                | O. Oikawa                |
| 1091 Spiraea     | 1928 DT      | 26 tháng 2 năm 1928  | Heidelberg           | K. Reinmuth              |
| 1092 Lilium      | 1924 PN      | 12 tháng 1 năm 1924  | Heidelberg           | K. Reinmuth              |
| 1093 Freda       | 1925 LA      | 15 tháng 6 năm 1925  | Algiers              | B. Jekhovsky             |
| 1094 Siberia     | 1926 CB      | 12 tháng 2 năm 1926  | Crimea-Simeis        | S. Beljavskij            |
| 1095 Tulipa      | 1926 GS      | 14 tháng 4 năm 1926  | Heidelberg           | K. Reinmuth              |
| 1096 Reunerta    | 1928 OB      | 21 tháng 7 năm 1928  | Johannesburg         | H. E. Wood               |
| 1097 Vicia       | 1928 PC      | 11 tháng 8 năm 1928  | Heidelberg           | K. Reinmuth              |
| 1098 Hakone      | 1928 RJ      | 5 tháng 9 năm 1928   | Tokyo                | O. Oikawa                |
| 1099 Figneria    | 1928 RQ      | 13 tháng 9 năm 1928  | Crimea-Simeis        | G. N. Neujmin            |
| 1100 Arnica      | 1928 SD      | 22 tháng 9 năm 1928  | Heidelberg           | K. Reinmuth              |